# 구겐하임 펠로십
구겐하임 펠로십 (Guggenheim Fellowships)은 뛰어난 역량의 학자 및 예술가들에게 수여되는 미국의 권위있는 상이다. 1925년부터 존 사이먼 구겐하임 기념 재단은 매년 "뛰어난 역량의 생산성 있는 학자, 또는 독창적인 예술가들" 로 규정되는 구겐하임 펠로우를 선정하고 3만불에서 4만5천불 (한화 4천만원~5천만원) 규모의 상금을 수여 하고 있다. 과학, 예술, 역사, 지리 등 다양한 분야에서 수상자를 선정하고 연구 활동을 장려 하고 있으며 공연예술 분야는 제외된다.
역대 구겐하임 수상자 100명 이상이 노벨상을 수여 받았다.

## 역대 구겐하임 수상자 목록
| 1920년대 |      |      |      |      |      | 1925 | 1926 | 1927 | 1928 | 1929 |
| 1930년대 | 1930 | 1931 | 1932 | 1933 | 1934 | 1935 | 1936 | 1937 | 1938 | 1939 |
| 1940년대 | 1940 | 1941 | 1942 | 1943 | 1944 | 1945 | 1946 | 1947 | 1948 | 1949 |
| 1950년대 | 1950 | 1951 | 1952 | 1953 | 1954 | 1955 | 1956 | 1957 | 1958 | 1959 |
| 1960년대 | 1960 | 1961 | 1962 | 1963 | 1964 | 1965 | 1966 | 1967 | 1968 | 1969 |
| 1970년대 | 1970 | 1971 | 1972 | 1973 | 1974 | 1975 | 1976 | 1977 | 1978 | 1979 |
| 1980년대 | 1980 | 1981 | 1982 | 1983 | 1984 | 1985 | 1986 | 1987 | 1988 | 1989 |
| 1990년대 | 1990 | 1991 | 1992 | 1993 | 1994 | 1995 | 1996 | 1997 | 1998 | 1999 |
| 2000년대 | 2000 | 2001 | 2002 | 2003 | 2004 | 2005 | 2006 | 2007 | 2008 | 2009 |
| 2010년대 | 2010 | 2011 | 2012 | 2013 | 2014 | 2015 | 2016 | 2017 |      |      |

## 같이 보기
- 노벨상
- 맥아더 펠로쉽
- 록펠러 펠로쉽
- 퓰리처상